# Howth Head
Howth Head (irl. Ceann Bhinn Éadair) – półwysep w Irlandii położony na północny wschód od Dublina, leżący w hrabstwie Fingal. 
Zabudowania leżące na półwyspie są obecnie dzielnicą Dublina, o nazwie Howth.
Jest to malownicze miejsce odwiedzane często przez dublińczyków. Słynie z widowiskowych szczytów (np. Ben of Howth), klifów i pustych kamiennych plaż. 

## Atrakcje turystyczne
- Na półwyspie znajduje się latarnia morska Baily.
- Nieopodal portu leży niewielkie wzgórze z ruinami klasztoru z 1042 roku[1].
- Na terenie Howth leży też Zamek Howth, znajdujący się w rękach prywatnych[2]. Mieści się w nim obecnie (2019) szkoła gastronomiczna[3].
- Obok Zamku Howth znajduje się Irlandzkie Narodowe Muzeum Transportu[4].

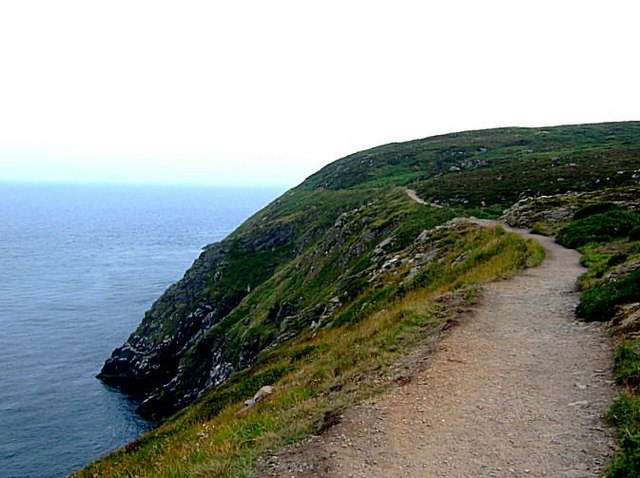
Szlak dookoła półwyspu, ponad klifami (6km)

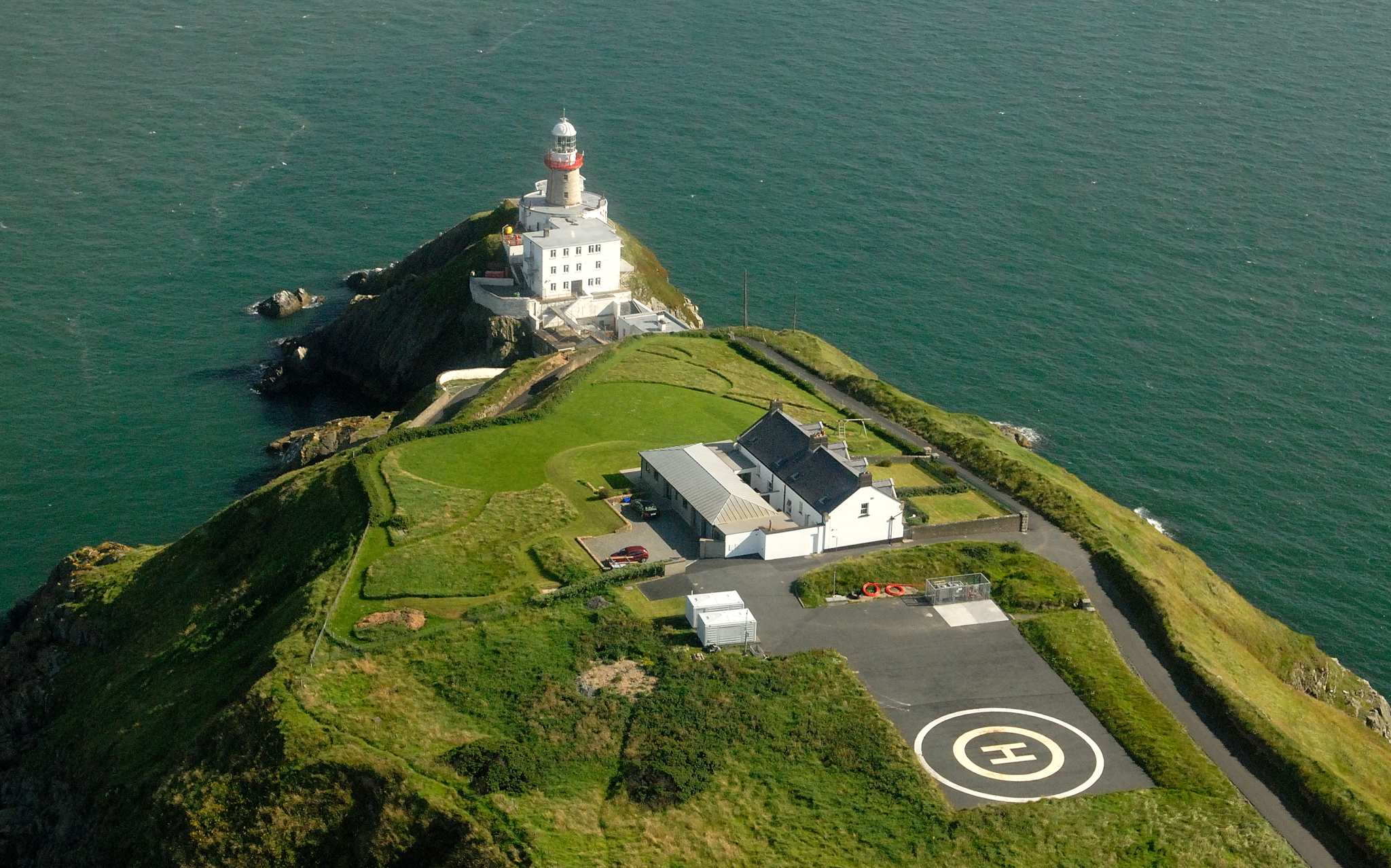
latarnia morska Baily